# Karel Burian
Karel Burian (également Carl Burrian ) (12 janvier 1870 - 25 septembre 1924) était un ténor d'opéra tchèque qui a eu une carrière internationale des années 1890 aux années 1920. Heldentenor, il a été acclamé en Europe et en Amérique pour ses interprétations des rôles wagnériens les plus lourds. Sa voix est conservée sur de nombreux enregistrements réalisés pour Pathé Records, la Gramophone Company, la Gramophone & Typewriter Company (et son successeur HMV) et la Victor Recording Company.

## Biographie
Né à Rousínov (aujourd'hui Slabce ), Burian était le frère aîné du baryton d'opéra Emil Burian et l'oncle du compositeur Emil František Burian. Les deux frères ont étudié le chant auprès de František Pivoda à Prague. Burian avait l'intention de devenir avocat et avait étudié l'Université de Prague pendant un an. Mais un professeur de l'université, qui a entendu sa voix, l'a encouragé à la travailler sérieusement. Burian, qui avait chanté à le choeur de la synagogue Maisel à Prague, a ensuite poursuivi ses études vocales avec Felix von Kraus à Munich.
Burian fait ses débuts dans le rôle de Jeník dans La Fiancée vendue de Bedřich Smetana à l'opéra de Brno le 28 mars 1891. Le lendemain, il interpréta le rôle-titre dans Dalibor de Smetana avec un succès tel qu'un contrat durable lui est proposé par l'Opéra de Brno. Il n'a cependant chanté qu'un seul autre rôle majeur avec la compagnie, Manrico dans Il trovatore de Giuseppe Verdi, avant de rejoindre l'opéra de Reval pour la saison 1892/1893. Il chante à l'opéra d'Aix-la-Chapelle pendant la saison 1893/1894, apparaissant notamment dans la première mondiale du premier opéra de Leo Blech, Aglaja.
Au milieu des années 1890, Burian commençait à jouir d'une solide réputation en Allemagne. De 1894 à 1896, il fut le principal ténor wagnérien de l'Opéra de Cologne où il a chanté (entre autres) lors des premières mondiales de Karl von Kaskel (de) Sjula (1895) et Elsi, die seltsame Magd (1896) d'Arnold Mendelssohn. Il s'engage au Staatsoper de Hanovre de 1896 à 1898, avant un contrat de trois ans à l'Opéra d'État de Hambourg de 1898 à 1901. Il fut également actif à l'Opéra d'État de Berlin pendant la saison 1898/99.
En 1899, Burian avait été engagé pour se produire dans le meilleur opéra de son pays d'origine, le Théâtre national de Prague. Pendant plus d'une décennie avant la Première Guerre mondiale, Burian fut le ténor le plus important au Semperoper de Dresde, où il fit une forte impression dans le rôle d'Hérode lors de la première mondiale de Salomé de Richard Strauss en 1905. Pour le compositeur, seul Burian pouvait assumer cette création. Burian reprendra plus tard le rôle pour les premières productions de Salomé à New York et à Paris (en 1907).
Burian s'est surtout consacré aux opéras de Richard Wagner. Il a notamment chanté Tristan lors de la première hongroise de Tristan et Isolde, et est également apparu dans le rôle de plusieurs des principaux héros de Wagner au Royal Opera House de Londres, pendant quatre saisons entre 1904 et 1914. Il a également chanté presque tous les grands rôles de Wagner au Metropolitan Opera, où il s'est produit pendant sept saisons. En 1908, il fait sa seule apparition au Festival de Bayreuth dans le rôle-titre de Parsifal.
Burian a publié ses mémoires Z mých pamětí en 1913. Ils contiennent entre autres ses souvenirs du compositeur/chef d'orchestre Gustav Mahler et du chef d'orchestre Arturo Toscanini.
En 1907, Burian s'esyt installé à Senomaty. Aujourd'hui, la place de la ville porte son nom. En 1920, Burian a bu par erreur de l'eau de Javel, croyant qu'il s'agissait d'eau minérale, et a subi de graves brûlures à la bouche et au larynx. Les blessures ont finalement guéri, mais sa voix n'a jamais complètement récupéré. Ses deux dernières représentations au Théâtre national de Prague ont eu lieu en 1922, dans Dalibor et Tannhäuser . Deux ans plus tard, il meurt à Senomaty après une brève maladie ,à l'âge de 54 ans.
Burian était réputé pour sa puissante présence sur scène et, selon le critique musical Desmond Shawe-Taylor, sa voix était louée pour sa « qualité dorée » et la « clarté pénétrante » de son ton. Cette dernière qualité, très différente des particularités des ténors italiens ou français de la même époque, apparaît dans ses premiers enregistrements malgré leur qualité sonore modeste.